# Ioan Dragu
Ioan Dragu, născut Ionel Drăgescu (n. 5 noiembrie 1889, Constanța, România – d. 29 octombrie 1977, Paris, Franța), a fost un ziarist, scriitor și diplomat român, autor de scrieri de război, redactor și colaborator la ziare și reviste românești, unele în limba franceză, unde semnează la început cu numele de origine, apoi sub pseudonim. Activitate de publicist la: Adevărul, Avântul, Cuvântul, Dacia, Dimineața, Izbânda, Înfrățirea, L’Indépendance roumaine, La Politique, Le Journal des Balkans, Neamul românesc, Noua revistă română, Patria, Ramuri, Rampa, Universul literar, Viața românească, etc. În 1946 își ia ca nume definitiv pseudonimul Ion Dragu, sub care mai publicase anterior, și se exilează în Franța, împreună cu soția sa și cei doi copii ai lor.

## Viața și opera
Ioan Dragu este al treilea fiu din familia doctorului Ioachim Caton Drăgescu (n. 1844 – d. 1915), medic și publicist, născut Drăghici, cu rădăcini paterne în ținutul Mediașului din Ardeal și studii la Pesta și Torino unde este bursier al Societății Transilvania, după care profesează în țară, la Craiova, la Tulcea și la Constanța, apoi din nou la Craiova, din 1892, până la retragerea sa la București, probabil prin 1912-1913.
Pe Ionel, viitorul Ioan Dragu, îl aflăm în anii începutului de secol XX, elev la liceul Carol I din Craiova. În 1908-1910, el face, la Institutul Medico-Militar din București studii pentru care nu are afinități și pe care nu le finalizează, preferând să-și satisfacă serviciul militar obligatoriu (1910-1911), pentru a se putea consacra apoi studiilor literare la Facultatea de Filozofie și Litere a Universității București, până în 1913, luându-și licența, după toate probabilitățile, la Paris.
Ionel Drăgescu nu așteaptă sfârșitul studiilor pentru a-și începe cariera de publicist. Încă din 1909, el scrie și publică, cel mai frecvent sub pseudonimul Ioan Dragu, contribuții în Viața românească, Ramuri, Rampa, Universul literar, La Politique, Le Journal des Balkans, căpătând o anumită notorietate. Cu câteva luni înainte de intrarea României în Primul Război Mondial, Ioan Dragu publică primul său volum de autor: Profils parlementaires roumains, în care reunește câteva dintre articolele sale publicate în Le Journal des Balkans, la care era în 1915 redactor-șef, despre Ionel Brătianu, Take Ionescu, Nicolae Iorga, Alexandru Marghiloman etc. Portretele lui se înscriu în tradiția celor realizate de Gheorghe Panu, situându-se la intersecția dintre gazetărie și literatură. Volumul era ilustrat cu desenele lui Aurel Dragoș (Dragosh), aflat și el la debutul carierei lui de caricaturist, și purta mențiunea „première série”, însă războiul îl împiedică pe autor să dezvolte mai departe proiectul, după cum intenționa.
Ochii lui Octavian Goga, caracteristica cea mai șarjată de către caricaturiști, alcătuesc dominanta feței lui bulversate cu afluxuri sanguine quasiapoplectice. Ochi, cu pleoape obosite, cu lob prea aparent, ochi holbați ca ai unui brotăcel deșteptat din somnu-i încălzit la soare în marginea unei mocirle, ochi cu priviri când speriate parcă de viziuni chinuitoare, când inchizitorial fixate, inexpresiv aproape, lipsite de căldură, ca și cum ar fi absente dela imaginile clipei. S’ar zice atunci că, spre a scăpa de unele ore deprimante ale vieții politice în care n'a fost scutit de deziluzii și’n care nu s'a ferit de greșeli, – viață în fond destul de monotonă chiar pentru cei mai favorizați, – se refugiază, din când în când, în lumea ideală, intimă a artistului, lume relativ himerică, dar atât de potolitoare și de minunat populată, pe care o poate creia, în taina sufletului și a minții, nu numai vigoarea talentului, ci chiar ușurința fugară a diletantismului.

### Anii de război, primii ani de după război
La intrarea României în război, Ioan Dragu este mobilizat cu gradul de sublocotenent comandant de pluton și participă, la sfârșitul verii și în toamna 1916, la luptele din defileul Văii Jiului și de pe granița austro-ungară împotriva trupelor lui Erich von Falkenhayn. În noiembrie, pe fondul retragerii generale a armatei române, îl aflăm împreună cu unitatea sa în Munții Vrancei. Din cauza condițiilor de organizare, de aprovizionare și de igienă precare, la începutul anului 1917, Ioan Dragu se îmbolnăvește de tifos exantematic. În condițiile încheierii procesului de reorganizare și de reechipare a armatei cu ajutorul Misiunii Militare franceze conduse de generalul Henri Berthelot, armata română atingând capacitatea operațională prevăzută, divizia lui Ioan Dragu este poziționată pe frontul de pe Siret. Aflându-se în apropierea zonei unde fratele său mai mare Brutus murise de curând, Ioan Dragu profită de o pauză de refacere pentru a merge să se reculeagă pe mormântul acestuia, înainte de a participa cu unitatea sa la ultimele lupte, pe frontul de la Mărășești din august 1917, rămânând pe aceeași poziție până la venirea iernii. 
Evenimentele din Rusia din cursul acestui an de răscruce al războiului schimbă însă natura relațiilor dintre cel două țări și armate, inițial aliate. În noile condiții, armata rusă nu mai este în un aliat fiabil, amenințând chiar să se transforme într-un inamic redutabil și provocând tulburări în rândurile populației, cea ce obligă România la semnarea unui armistițiu la Focșani pe 26 noiembrie/9 decembrie 1917, care pune capăt temporar ostilităților cu Puterile Centrale, disponibilizând trupe și dând răgaz guvernului Ion I. C. Brătianu să restabilească ordinea în țară, prin folosirea forței armate împotriva unităților ruse bolșevizate. Ca urmare a ruperii raporturilor dintre guvernele român și rus, pe 6 ianuarie se trece la ocuparea militară a Basarabiei, devenită între timp o entitate autonomă în cadrul nou createi Republici Democratice Federative Ruse, înființată pe ruinele imperiului țarist. Împreună cu unitățile armatei române angajate în alungarea armatei ruse bolșevizate, Ioan Dragu participă la operațiunile din Basarabia. Pe 24 ianuarie 1918 Republica Democratică Moldovenească își proclamă independența și, două luni mai târziu, Sfatul Țării votează unirea Basarabiei cu România.
Noua situație politico-militară determină relansarea negocierilor de pace cu Germania și cu Puterile Centrale și demobilizarea parțială. Demobilizat pe 6 martie 1918, Ioan Dragu folosește intervalul de pace pentru a scrie: pe baza notelor, redactează și publică cele trei volume de scrieri de război, în vara-toamna aceluiași an și obține dispensa pentru a se căsători cu verișoara sa Angela Paleologu.
Pe 18 noiembrie/1 decembrie, în timp ce se desfășoară la București festivitățile reîntoarcerii familiei regale în capitală, la Alba-Iulia Adunarea Națională declară unirea Transilvaniei, a Banatului și a Țării ungurești cu Regatul României. În așteptarea validării acestui act în Parlamentul României, aceeași Adunare Națională creează un Consiliu Dirigent cu rol de guvern provizoriu, având sediul la Sibiu.

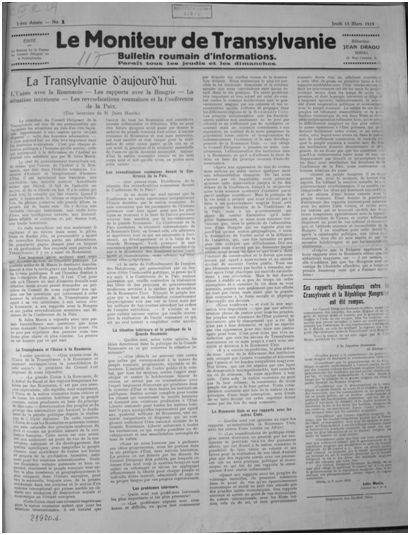
Primul număr al Monitorului Transilvaniei, 13 martie 1919.

Ioan Dragu se pune în slujba acestuia, astfel că, la începutul lunii februarie 1919, se află în redacția ziarului Patria, organ al Partidului Național. La 13 martie 1919 publică la Sibiu primul număr al Monitorului Transilvaniei în limba franceză, Le Moniteur de Transylvanie, editat de Biroul de Presă al Consiliului Dirigent, al cărui șef este „Jean Dragu", destinat să alimenteze cu date actuale delegația română și delegațiile străine la negocierile de pace de la Paris.
Le Moniteur de Transylvanie era făcut în condiții precare. Practic, Ioan Dragu care semnează aici Jean Dragu, îl redacta singur, pe baza informărilor care soseau la Consiliul Dirigent din țară și de pe front. Ziarul era redactat pe o singură față a foii, dosul fiind alb. Nu se cunoaște tirajul publicației, ci numai periodicitatea: de două ori pe săptămână, joia și duminica. Ziarul a avut o existență efemeră: doar câteva luni, în total vreo treizeci de numere, între jumătatea lui martie și sfârșitul lui iunie 1919. Cu toate acestea, el a jucat un rol strategic în cadrul activității Consiliului Dirigent, pentru a face cunoscute transformările din sfera românească de către instanțele internaționale angajate în procesul de pace, care se desfășura la Paris. Le Moniteur de Transylvanie dubla parțial publicația oficială în limba română a Consiliului Dirigent: Gazeta oficială publicată de Consiliul Dirigent al Transilvaniei, Banatului, Maramureșului și părților ungurene, în care s-au publicat hotărârile, decretele, ordonanțele, notele circulare ale șefilor de resort etc.
Odată cu Consiliul Dirigent, Ioan Dragu se mută la începutul anului 1920 la Cluj, unde publică în presa locală, co-fondează primul sindicat al ziariștilor români din Transilvania, fiind ales secretarul general al acestuia, și tot aici își schimbă pseudonimul din Ioan Dragu în Ion Dragu. La Cluj se nasc și cei doi copii ai lor, Ion (n. 1920 – d. 2020) și Florica (n. 1922 – d. 2019).
În 1924, familia revine la București, unde Ioan Dragu se alătură cotidianului Cuvântul, ca secretar de redacție. După publicarea scrierilor de război, după activitatea sa publicistică și politică recunoscută, în Transilvania, fiind în același timp director al revistei „Radio român” și redactor al buletinului francez al Fundației Carol I, Ioan Dragu  se află la apogeul carierei sale jurnalistice, fără a se fi afiliat vreunui partid politic.

### Cariera diplomatică
Cariera diplomatică a lui Ioan Dragu începe la 16 iulie 1928 când este cooptat ca atașat de presă la Ministerul Afacerilor Străine și trimis în misiune la Legația României din Varșovia. După aproape un an și jumătate petrecut în Polonia, Ioan Dragu este afectat la Legația României de pe lângă Societatea Națiunilor cu sediul la Geneva însă, din rațiuni bugetare, postul său este desființat și misiunea sa se încheie în ianuarie 1931.   
Următorii cinci ani, Ioan Dragu îi petrece în țară, mai întâi ca subdirector, apoi ca director al Direcției Presei și Propagandei, afirmându-se ca unul dintre devotații lui Nicolae Titulescu. Între 1936 și 1939 lucrează în ambasadele române din Atena și Ankara, cu rangul de consilier de presă. Rechemat în țară, preia Direcția Presei și Propagandei din cadrul Ministerului de Interne.  
Izbucnirea celui de Al Doilea Război Mondial aduce schimbări guvernamentale, printre care și înființarea unui Minister al Propagandei Naționale, în cadrul căruia lui Ioan Dragu i se încredințează funcția de secretar general, pentru scurt timp, între decembrie 1939 și februarie 1940.  
Începând cu 1 aprilie 1940 este numit șef al serviciului de presă al ambasadei României în Franța, cu misiunea de a stabili legături cu principalele reviste și ziare din Paris, cu personalități din sfera presei, artei și literaturii, dar și cu instituții de cultură și cu personalități politice susceptibile de a servi interesele României în Franța.  
Căderea Franței (mai-iunie 1940) și instituirea Guvernului de la Vichy, pe de o parte, și tulburările din țară, pe de altă parte (cesiunile teritoriale, dictatura lui Ion Antonescu, abdicarea forțată a regelui Carol II, instituirea Statului Național-Legionar) îi fac misiunea foarte dificilă. Pentru a se menține în contact cu cercurile politice franceze, Ioan Dragu se stabilește la Vichy, împărțindu-și personalul subordonat între cele două birouri de presă, unul la Paris, în capitala ocupată aflată sub administrație germană – în care îl regăsim pe Emil Cioran –, celălalt la Vichy, în care lucrează și Eugen Ionescu.  
Schimbarea regimului de la București începând cu august 1944 se repercutează direct asupra carierei lui Ion Dragu. Postul său este transferat la Ministerul Informațiilor pe 1 aprilie 1946 și titularul este rechemat. Reîntors în țară, constată că statutul său este incert, cel puțin din perspectiva contingenței sale cu partidele istorice, în ochii noilor autorități, și că unele gesturi ale sale sunt interpretate ca acte de ostilitate față de noul regim. Ioan Dragu  înțelege că avea de ales între un lung șir de șicanări politice și viața în exil, împreună cu familia sa. În septembrie 1946 își schimbă oficial identitatea și, sub numele Ionel Dragu, primește un pașaport cu care poate părăsi țara, luând calea exilului.

## Exilul și moartea
Ioan Dragu se reîntoarce în Franța unde, cu un statut de rezident pe durată determinată, trăiește o viață umbrită de constrângeri materiale, dar firea lui activă îl determină să se implice în viața politică a cercurilor emigrației române, mai ales în privința ajutorării refugiaților. Această implicare îl aduce încă de la începutul anilor 1950 în atenția securității din țară, care îi și deschide dosar de acțiune informativă (1951) sub tripla suspiciune de „apropiere de organizațiile fugarilor români care duc activitate dușmănoasă” împotriva Republicii Populare Române, de colaborator la publicația La Nation Roumaine, editat de Comitetul Național Român al emigranților politici români în exil, precum și de activitate ostilă regimului ca președinte al Asociației Ziariștilor Români din exil. Pentru a face față nevoilor materiale dar și pentru a-și afla o utilitate în noul său context de viață, redactează rapoarte tematice remunerate destinate informării cercurilor politice din anturajul președinției franceze. Între timp, copiii și-au încheiat studiile și au vieți profesionale și familiale care le asigură independența. În toamna anului 1973 se stinge soția sa, Angela și, patru ani mai târziu moare și Ioan Dragu, cu puțin înainte de a împlini vârsta de 88 de ani.

## Scrieri literare
Elaborarea operei memorialistice a lui Ioan Dragu se întinde pe doi ani, între toamna anului 1916 și toamna anului 1918. Practic, notațiile pe viu, din tranșee, cantonamente sau carantină, din anii de război, coroborate cu lecturile autorului, sunt supuse spre publicare, după o prelucrare febrilă în lunile de după demobilizare, în primăvara și vara anului 1918. Publicarea operelor lui Ioan Dragu are loc pe fondul unor evenimente politice deosebit de dramatice, care le marginalizează automat în viața și conștiința literară națională.
Primul volum, Moartea albă, inspirat din experiența recentă și teribilă a luptei cu epidemia de tifos, încă vie în memoria scriitorului, relatează trăirile autorului din primăvara anului 1917, între retragerea din Ardeal și intrarea în dispozitivul ofensiv de pe Siret. Presa contemporană remarcă și recenzează elogios volumele lui Ioan Dragu, pe măsura publicării lor, remarcând calitățile literare ale stilului. Gazeta Bucureștilor (12.08.1918 și 19.07.1919), Agrarul (3.08.1918 și 31.08.1918) etc.). Tudor Vianu este primul critic literar de prestigiu care scrie despre acest volum, în Literatorul, reproșându-i scriitorului chiar stilul, pe alocuri prea literar pentru un volum memorialistic.
Moartea albă descrie, după cum sugerează și titlul, situația dramatică a administrației, trupelor și populației românești retrase în Moldova. Aglomerația excesivă (determinată de valurile de refugiați și de retragerea trupelor), coroborată cu lipsa alimentelor, slabele condiții de îngrijire medicală și iarna grea au condus, în scurtă vreme, la proliferarea tifosului exantematic. Autorul însuși s-a aflat printre cei suferinzi de tifos (ca și fratele său mai mic Radu, și mama sa), reușind însă să învingă boala.
„Am trăit câteva luni în plină groază a celei mai înfricoșate epidemii; am fost însumi victimă a ei. Păstrez o amintire prea neuitată și tablourilor de spaimă văzute, și suferințelor îndurerate spre a nu le evoca pentru cei ce nu le cred îndeajuns. 
Numai acei trebuie să citească paginile ce urmează, care, pătrunși de maxima antică, găsesc un interes în tot ceea ce-i omenesc, cărora le place să știe, cum se oferă primului venit, cum s-ar oferi mâine lor, întâmplările acelea zguduitoare, orele acelea care au aripi și o sabie, ca îngerii Bibliei.” 

(Moartea albă, „Cuvânt înainte”, p.192-193) 
Dedicat „Mamei îndurerate”, Moartea albă  înregistrează „viața și zbuciumul unor zile funebre”. Volumul schițează tabloul lugubru al eforturilor de a învinge una dintre cele mai năprasnice epidemii ale acelor ani, suferința și reflecțiile care o însoțesc. În primăvara anului 1917, unitățile românești care încercaseră fără succes să opună rezistență Puterilor Centrale, printre care și  compania de infanterie a sublocotenentului Ioan Dragu, se află în Moldova, devenită loc de retragere și de reorganizare a armatei. Aceste unități nu sunt numai obosite, prost hrănite și demoralizate, ele sunt infectate de tifosul exantematic care le decimează la fel de nemilos ca inamicul, sub corturile lazaretelor improvizate sau în casele sărăcăcioase ale populației. Întregul peisaj – vânturi puternice, zăpadă și frig –, reia și amplifică fondul interior de gânduri și sentimente ale soldaților.
„Soseam într-o vreme când încercările de luptă împotriva epidemiei erau încă sfioase, ca amorțite de iarna târzielnică, când lipsa mijloacelor și indiferența care urmă după tragedia unei retrageri ce obosise toate energiile nu aveau cu ce să contribuie la ridicarea unei baricade împotriva răului năvalnic.”  (Moartea Albă, p. 194)
Moartea îi așteaptă și aici, în satele vasluiene unde „epidemia de tifos exantematic împrăștiase unitățile sleite de agonii nesfârșite”. Indiferența împotriva „răului năvalnic”, sărăcia și amatorismul în combaterea epidemiei fac din satul vasluian un topos al agoniei și al neputinței: „Am intrat în satul acela ca într-o morgă; am intrat în casa ce trebuia să-mi servească drept locuință, ca într-un mormânt”; „populația […] părea că-și astupă urechile la sfaturile ce i se dădeau”, „soldații preferau să aștepte mai bine sfârșitul firesc al răului decât înlăturarea lui”, iar „încercările de deparazitare cu mijloace rudimentare erau începuturi ce mureau în ou”. Controlul autorităților centrale este cvasiinexistent, ca și măsurile sanitare, autoritățile administrației locale se lasă în grija celor de la centru, iar cei avuți „în chietudinea conacelor lor bine încălzite și ermetic închise erau departe de orice strigăt care cheamă ajutorul bunilor samariteni.” Ioan Dragu notează: 
Serviciul era redus la a mă înfunda o dată pe zi în noroaie imposibile, a aluneca pe râpele lutoase, spre a duce, din casă în casă cuvânt de încurajare și de dezmorțire la nenorociții ostași-umbre, care vegetau pe pământ, sau pe laviți roase, așteptând fiecare într-o apatie care deja era un prim simptom al boalei, rândul său la targa care îl va duce, făcând dublă întrebuințare, mai întâi la infirmerie și curând după aceea la groapă. (Moartea albă, p. 195)
Redactarea Drumurilor de sânge este mai îndelungată. Sunt relatate aici impresiile din primele luni de război, din faza „eroică” a intrării României în luptă, până la înfrângere și retragere, în toamna-iarna 1916-1917. 

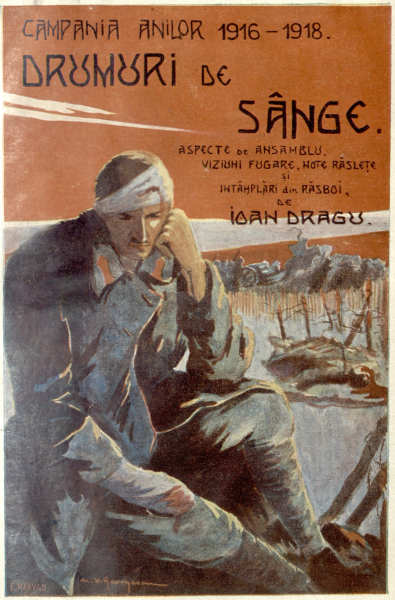
Coperta ediției din 1918, ilustrată de Marin Haralambie Georgescu

„Nu trebuie dar căutate notele istorice ale unor carnete glorioase, punerea în scenă a unor narațiuni patriotico-sentimentale, ocolurile anecdotice ale unor amintiri de tranșee, contingent literar în care interesul fanteziei s-ar certa cu cel al istoriei. Ceea ce se va putea prinde, sper, din schițările mele, ar fi însuși caracterul grozavei acțiuni la care am fost de față: uneori zile cuminți și senine, de cele mai multe ori zile întunecate și violente, înfățișând războiul sub dublul aspect sub care se oferă permanent.” (Drumuri de sânge, „Cuvânt înainte”, p. 67-68).  
„Mergând în luptă cu amintirea unor glorii trecute și cu speranța unor viitoare fapte de arme, ei au trebuit să simtă că bravura e uneori nefolositoare, eroismul neputincios; văzându-se jertfiți, ei și-au făcut totuși datoria. Devotamentul lor a înlocuit spiritul de inițiativă și de știință ce-a lipsit unor conducători, armamentul și pregătirea ce-au lipsit la început organizației militare. Neputând învinge, au plătit cu sângele lor; și spiritul de jertfă, orice s-ar spune, devotamentul de țară, într-un cuvânt însăși conștiința patriei, s-au refugiat în sufletul acestor umili și acestor viteji.”  

(Drumuri de sânge, p. 187) 
Cartea apare în toamna anului 1918, într-o perioadă de profunde transformări politice care monopolizează toată atenția presei, astfel încât volumul nu suscită ecouri imediate. O recenzie serioasă apare sub semnătura lui I. Busuioceanu, în care autorul compară volumul lui Ioan Dragu cu Amintirile din luptele de la Turtucaia ale lui G. Topârceanu, publicate în aceeași perioadă. Dar interesul societății românești, precum și cel al autorului vizau deja o altă zonă, și astfel vălul uitării s-a așternut, nemeritat, peste aceste scrieri. A trebuit să treacă un veac pentru ca ele să fie readuse la viață prin publicarea lor la Humanitas, cu ocazia rememorărilor prilejuite de sărbătoarea Centenarului Marii Uniri, într-o ediție prezentată și difuzată corespunzător potențialului lor istoric, memorialistic și literar.   

Drumuri de sânge surprinde atmosfera de entuziasm inițial și de nerăbdare care stăpânea atât trupele române – „mergem înainte veseli, lupta nu pare rea și moralul e bun. Credem în viitor și, ca o pânză de corabie, pieptul ni se umflă de nădejde.”, notează scriitorul –, cât și complexul de sentimente care îl animă : 
„Cât despre mine, găsesc situația aceasta nouă plină de farmec. Sunt fericit că mă găsesc în sfârșit în pragul luptei, și fericirea mea-i alcătuită, în părți aproape egale, de patriotism și de gust de aventuri, de spirit de jertfă și de gloriolă, de setea unui reportaj senzațional și de farmecul unei noutăți emoționante.” (Drumuri de sânge, p. 73) 
Neajunsurile și erorile care, coroborate, aveau să conducă la deznodământul teribil al campaniei românești din toamna anului 1916 nu întârzie însă să se reveleze scriitorului: 
„Cei mai mulți nu mai cred în rezistență pentru că nu cred în șefi. În astfel de condiții, regimentele merg cu deruta atârnată de talpa bocancilor. Ofițerii tineri care, cu primejdia vieții lor au încercat să repare, prin vitejia lor personală, incurii sau nepriceperi de comandament, crucificați ai bătăliei și istoriei, dau din cap și nu se gândesc fără deznădejde la viitor. Ei văd cadrele reduse, șefii comandând prea mulți soldați și nemaiținându-i în mâini, aprovizionările încurcate și lăsate în voia soartei, ei văd dezordinea reducând la neant hotărârile cele mai mândre și eroismul cel mai absolut, și totuși nu sunt mai puțin hotărâți să-și facă datoria.” (Drumuri de sânge, p. 105-106) 
Pe urmele bolșevicilor ilustrează literar odiseea trupelor românești pe tărâm basarabean din ianuarie-februarie 1918, în contextul proliferării tulburărilor bolșevice care determinaseră noile autorități de la Chișinău să solicite ajutor românesc pentru a ține piept anarhiei. Trupele române sunt întâmpinate cu reacții din cele mai variate, în funcție de tipurile de populație și de poziționarea politică a locuitorilor, de la rezervă și ostilitate până la manifestări de bucurie și un entuziasm mai mult sau mai puțin veritabil, exhibat la intrarea soldaților români în Chișinău:
„Nu-i o lucrare de călător ce-și notează impresiile, bune și rele, ci mai degrabă aceea a unui soldat care n-a uitat că e și ziarist și care povestește, cu carnetul în mână, în hazardul întâmplărilor, ceea ce a văzut și a cercetat în îngăduirile unei expediții militare, ceea ce l-a izbit și l-a mișcat, ceea ce judecă util a face cunoscut.” 
(Pe urmele bolșevicilor, „Cuvânt înainte”, p. 231)
„Cum poți obține de la mulțimile acestea, ale căror adâncimi sunt mișcătoare, insondabile, ca valurile mării, un gând comun, un elan comun, o direcțiune unică, rodnică, neînvinsă, când sosește clipa în care trebuie să acționeze împreună sau să moară?... Prin simbol. […] Tricolorul acela purtat pe străzile Chișinăului într-o zi de sărbătoare a avut o clipă puterea unui astfel de simbol. […]”  

(Pe urmele bolșevicilor, p. 346-347)
Autorul însuși iscodește un basarabean, soldat în armata rusă, sosit acasă: 
,, […] vorbește bine, curgător, a fost și în România, a citit mult și a judecat multe. Privesc cu necaz haina aceea străină, mai străină încă de când ni-e dușmană, pe un trup așa de românesc. Îmi vine să îl scutur, să-l întreb de la suflet la suflet, să știu ce se petrece sub craniul acela acoperit de șapca muscălească. 
– Ascultă, camarade, vă gândiți voi vreodată la țara de dincolo de Prut? […]
– Da, ne gândim uneori. Și acum ne gândim mai mult […]“.

(Pe urmele bolșevicilor , 313).
Cărțile lui Ioan Dragu  au fost interzise sub regimul comunist, atât din cauza activității autorului în exil, după cel de Al doilea Război Mondial, cât și din cauza abordării unor subiecte sensibile politic, precum cele legate de istoria recentă a Basarabiei, și nu în ultimul rând din cauza refuzului autorului de a glorifica faptele armatei române în cursul Primului Război Mondial și a notației realiste, lipsite de triumfalism naționalist a adevărului istoric. 

### Ediții princeps
- Moartea Albă, schițele unui spectator și memoriile unui exantematic în Moldova, București : Editura I. Brănișteanu, mai 1918, 91 p.
- Drumuri de sânge. Aspecte de ansamblu, viziuni fugare, note răzlețe și întâmplări din război, București : Editura Librăriei H. Steinberg, iulie 1918, 258 p.
- Pe urmele bolșevicilor. Notele, impresiile, indiscrețiile unui ofițer român în Basarabia,  Editura  Librăriei H. Steinberg, 1918, 296 p.

### Reeditare
- Ioan Dragu, Campania anilor 1916-1918: Drumuri de sânge; Moartea Albă; Pe urmele bolșevicilor. Editura Humanitas, București, 2020, 404 p. Ediție îngrijită, selecție, studiu introductiv și note de Daniel Cain.

## Distincții
- Ordinul „Coroana României” cu spade în gradul de Cavaler cu panglica de „Virtutea militară” pentru „curajul și devotamentul deosebit cu care s-a condus în luptele de la Jiu și Cașin unde a fost rănit, precum și la Varnița și Muscel” (1916-1917) .